# Ambon, Indonesien
Ambon är administrativ huvudort för provinsen  Maluku i Indonesien. Ambon är belägen på Ambonöns södra del och folkmängden uppgår till cirka 480 000 invånare. Staden har förutom förvaltningsbyggnader och en stor hamn även två universitet. Den är en av de största städerna i östra Indonesien. Nära staden finns flygplatsen Pattimura (flygplatskod "AMQ").

## Historia
Ambon blev portugisiskt område redan 1526 och var då huvudort för guvernören för hela Moluckerna. Under portugisernas tid byggdes bland annat Fort Victoria.
1609 övertog Nederländerna området som förutom kortare avbrott förblev under nederländsk överhöghet fram till Indonesiens självständighet 1945. Under holländarnas tid byggdes en stor hamn som senare växte till en större militärbas.
Ett försök till självstyre 1950 slogs ned av indonesiska trupper på några veckor.
Ambon har länge varit en bas för kristna missionärer och en stor del av områdets befolkning har konverterat till kristendom. I dag är cirka 60 procent av stadens invånare kristna (inklusive en minoritet katoliker) och nästan 39 procent muslimer.
I början av 1999 utbröt oroligheter mellan kristna och muslimer som eskalerade i våldsamma upplopp med stor materiell förstörelse. Oroligheterna varade ända fram till 2004.

## Administrativ indelning
Ambon är indelad i fem underdistrikt (kecamatan):
- Baguala
- Leitimur Selatan
- Nusaniwe
- Sirimau
- Teluk Ambon